# メダル・オブ・オナー アライドアサルト
『メダル・オブ・オナー アライドアサルト』(Medal of Honor: Allied Assault、略称MOHAA) は、第二次世界大戦のヨーロッパ戦線や北アフリカ戦線を舞台としたファーストパーソン・シューティングゲーム (FPS)。PC版シリーズでは第1作目、シリーズ累計では第3作目（前作と前々作は国内未発売）。

## 要綱
開発は前作Medal of Honor: Underground、前々作Medal of Honorを開発したDreamWorks Interactiveと違い2015, Inc.が担当。元々はプレイステーションをプラットフォームとして開発する予定であったが、テクスチャなどで消費する容量が大きくなりプレイステーションの許容範囲を超えてしまうことからプラットフォームをPCに変更しゲームエンジンもQuake III Arenaに変更した。音楽は前作・前々作同様マイケル・ジアッチーノが担当している。

## 拡張パック
メダル・オブ・オナー アライドアサルト リロード（Medal of Honor：Allied Assault：Spearhead）
第二次世界大戦のヨーロッパ戦線。プレイヤーは第101空挺師団第501落下傘歩兵連隊のジャック・バーンズ軍曹となりノルマンディー上陸作戦・アルデンヌ攻勢・ベルリンの戦いまでの3つのミッションを攻略していく。この作品とアライドアサルトの違いは、まず分隊で協力して行くミッションが多いことであるといえる。アライドアサルトのような一人で行動するミッションは非常に少なくなっている。二つ目はアライドアサルトに比べ、固定兵器がより多く使えることになったところである（ネーヴェルウェルファー、4連装対空砲など）。またハーフトラックで戦車や歩兵を相手にするミッションや、T34戦車でベルリンから脱出など、乗り物に乗ってのミッションもアライドアサルトと同様に存在する。
メダル・オブ・オナー アライドアサルト リロード2ND（Medal of Honor：Allied Assault：Breakthrough）
舞台は第二次世界大戦の北アフリカ戦線。プレイヤーはアメリカ陸軍軍曹ジョン･ベイカー軍曹となり北アフリカ戦線でのカセリーヌ峠の戦い・シチリア島上陸作戦（ハスキー作戦）・イタリア侵攻作戦（アンツィオの戦い）に参加し、イタリア軍及びドイツ軍を相手に戦っていく。
拡張パックとセットで発売しているものもあり、リロードをセットした特別編、リロードとリロード2NDをセットにしたウォーチェスト、ウォーチェストの廉価版の総集編がある。

## シングルプレイ
プレイヤーは主人公マイク・パウエル中尉となって、ハーグローブ大佐から課されるナチス・ドイツのUボート破壊作戦やノルマンディー上陸作戦でのオマハ・ビーチ攻略、敵の占領下での友軍兵救出、機密の新型武器奪取、ネーベルヴェルファー破壊、捕虜収容所と毒ガス備蓄場を兼ねた要塞襲撃など全20のミッションを攻略していく。
スクリプトによる映画的演出は前作より大幅に強化され、実銃からサンプリングした銃声や戦争映画さながらの効果音などはこれまでにない臨場感を作りだした。特にオマハ・ビーチの迫力は当時注目の的となり、実際にオマハ・ビーチに上陸し戦った元兵士の中にはそれを見て当時を思い出した（フラッシュバックした）者もいたという。
基本的にステージに分岐点はなく与えられた任務を一つずつこなしていく一本道。単身で数多くの敵を相手にして殲滅する場面が多く、いわゆる「ランボー性」「ヒーロー性」が強い仕上がりとなっている（後にこれがコール オブ デューティシリーズが生まれるきっかけの一つになる）。武器は拾った物を全て持ち歩ける仕様。またドイツ兵が出来る伏せ撃ちと長物（ライフルやマシンガン）による敵の殴打が出来ない。

### 主な登場人物
マイク・パウエル（Mike Powell）
声優：大川透
主人公。アメリカ陸軍中尉。1916年5月5日生まれ。ウィスコンシン州ライスレイク出身。1941年5月27日に陸軍士官学校を卒業し少尉となって第34歩兵師団に配属、10月25日に中尉に昇進。1942年4月16日にイギリス・キャリックファーガスとアクナキャリーで行われた第1レンジャー大隊の入隊試験(面接と実技)に合格、6月19日に同大隊に移籍する。入隊試験を密かに視察していた戦略情報局 (OSS。大戦後の中央情報局の前身) は彼の成績に目をつけ非公式でスカウト。以後はラストミッションで第1レンジャー大隊に戻るまで「特殊歩兵」としてフランス各地で諜報活動や破壊工作を行う。軍事史と語学の学位を持ち、英語の他ドイツ語、フランス語が堪能。ノルマンディー上陸作戦のオマハ・ビーチ攻略では小隊長を務める。

ハーグローブ（Hargrove）
声優：若本規夫
アメリカ陸軍大佐でOSSのオフィサー。ファーストネームは不明。パウエルにミッションを下す。

ジャック・グリロ（Jack Grillo）
イギリス陸軍少佐で特殊空挺部隊（SAS）工作員。アルジェリアのアルズー（北アフリカ戦線）で潜入活動中、ドイツ軍に捕まり捕虜となったのち、パウエルにトーチ作戦の一環として救出され（監禁されているのを解放出来ても殺されると任務失敗でゲームオーバー）、以後作戦行動を共にするようになる。ドイツ語が堪能で、変装してドイツ兵になり切ることができる。パウエルと共にノルウェー・トロンハイムでUボート部隊のUボート及びレーダー波探知機「FuG 350ナクソス」を破壊する作戦に従事中、戦死。この戦死は他のステージと異なり、任務成否とは無関係でどう頑張っても防げない。

ラムゼイ（Ramsay）
アメリカ陸軍大尉。ファーストネームは不明。パウエルの上官で中隊長。ノルマンディー上陸作戦からネーベルヴェルファー破壊作戦まで行動を共にする。ネーベルヴェルファー破壊作戦での戦死もあり得るが、任務成否とは無関係。

マノン・バティステ（Manon Batiste）
声優：田中敦子
自由フランスのレジスタンス。MOHAAの登場人物では唯一の女性。プレイステーションで発売されたMedal of Honor: Underground（国内未発売）の主人公。パウエルにティーガーII（当時の最新装備）その他への破壊工作を依頼する。

“ジミー”ジェームズ・スティーヴン・パターソン（James "Jimmy" Steven Patterson）
アメリカ陸軍航空軍少尉。ブリーフィングで名前のみ登場。シュマーツェン要塞の内部構造について資料を提供する。プレイステーションで発売されたMedal of Honor（国内未発売）の主人公（後にメダル・オブ・オナー 史上最大の作戦、メダル・オブ・オナー ヒーローズ、メダル・オブ・オナー エアボーンにも登場）で、一部のステージはパターソンの活動と連動している。

ドワイト・D・アイゼンハワー
アメリカ陸軍大将、連合国遠征軍最高司令部最高司令官。オーヴァーロード作戦決行に当たって将兵達に檄を飛ばす。この一人だけが実在の人物。

## マルチプレイ
武器はメイン武器・サブ武器・手榴弾をそれぞれ1種類ずつしか持てなくなり、新たに「上半身を左右に傾ける（リーン）」「武器を拾う・捨てる」「他プレイヤーに対するボイスコマンド（応援を求めたり指示したりする）」の操作が追加される。2008年現在もオンラインプレイヤーの人口は比較的多い。
ちなみにロケットランチャー系とショットガンの使用は嫌われる傾向があり、サーバーによってはKick（追放）やBAN（永久追放）の対象になる可能性があるため注意が必要である。

### ゲームモード
フリー・フォー・オール
自分以外が全員敵となるゲームモード。通称FFA。
チームデスマッチ
連合軍と枢軸軍に分かれて戦うゲームモード。通称TDM
ラウンドベースマッチ
倒されると次のラウンドまで復活できない生き残りチームデスマッチ。先に指定されたラウンド数を勝ち取ったチームが勝利。通称RBA。
オブジェクティブベースマッチ
連合軍と枢軸軍に分かれて指定された目標を爆破又はその阻止をするゲームモード。基本的に復活はできず、相手チームを全滅させた場合でも勝利となる。通称OBJ。

### マップ
・FFA、TDM、RBM用マップ
南フランス
廃村
レマーゲン
四辻
雪の舞う公園
スターリングラード
アルジェ
・OBJ用マップ
狐狩り
V2ロケット工場
オマハ・ビーチ
橋のかかる町

## 使用音楽
作曲はマイケル・ジアッチーノ、名称はオリジナルサウンドトラックより。

### オリジナル
Main Theme
North Africa
Sniper Town
Schmerzen
Tiger Tank

### 過去作品
- Medal of Honor

Approaching Colditz Castle
Attack On Fort Schmerzen
Locating Enemy Positions
Nordhausen
Panzer Attack
Securing The Codebook
Stopping The V2
The Jet Aircraft Facility
The Road To Berlin
The U-Boat
- Medal of Honor: Underground

Amongst The Dead
Ascent To The Castle

## 逸話
- コール オブ デューティシリーズの生みの親であるゲーム会社、Infinity Ward（以下I.W.）はMOHAAの開発メンバーの一部が独立して設立した会社である。独立した理由は「意見の相違」と言われている（2015は「ヒーロー」を描かせようとしたが、I.W.を創立したグループは「一兵士」を描きたかった）。そうした経緯や必然的に見られる共通の特徴（スクリプトによる映画的演出等）故にCoDシリーズはMOHシリーズと比較されることが少なくない。
- シングルプレイのステージ、オマハビーチはスティーヴン・スピルバーグの映画『プライベート・ライアン』(1998) としばしば比較されるが、実はMOHAAでの演出はスピルバーグ公認であり、ゲーム開始直前に、ルーカス・アーツのクレジットが表示される。ちなみにプライベート・ライアンのオマハビーチはドッグ・グリーンセクターだが、MOHAAのオマハビーチはチャーリーセクター（色は不明）である。